# Горобинци
Горо̀бинци (на македонска литературна норма: Горобинци) e село в североизточната част на Северна Македония, част от община Свети Никола.

## География
Селото се намира на 6 километра от общинския център Свети Никола.

## История
На 2 km южно от селото, в местността Руг баир е разкрито неолитно селище.
В началото на XX век Горобинци е село в Щипска каза на Османската империя. През 1900 година според статистиката на Васил Кънчов („Македония. Етнография и статистика“) селото брои 440 жители, от които 30 българи християни и 410 турци.
Всички християнски жители на селото са под върховенството на Българската екзархия. Според статистиката на секретаря на Българската екзархия Димитър Мишев („La Macédoine et sa Population Chrétienne“) в 1905 година християнското население на Гурубинци (Gouroubintzi) се състои от 32 българи екзархисти.
При избухването на Балканската война в 1912 година един човек от Горобинци е доброволец в Македоно-одринското опълчение.
След Междусъюзническата война в 1913 година селото попада в Сърбия.
На етническата си карта от 1927 година Леонард Шулце Йена показва Горубинце (Gorubince) като турско село.
Според Димитър Гаджанов в 1916 година в Гарабинци живеят 700 турци.
В 1994 година селото има 890 жители, а според преброяването от 2002 - 820 жители, от които:
| Националност     | Всичко |
| северномакедонци | 811    |
| албанци          | 0      |
| турци            | 1      |
| роми             | 0      |
| власи            | 0      |
| сърби            | 8      |
| бошняци          | 0      |
| други            | 0      |

На 27 ноември 1997 година от митрополит Стефан Брегалнишки е осветен темелният камък на манастира „Възнесение Господне“. Иконите и живописта в олтарния дял и купола са дело на зографа Драган Ристески от Охрид.

## Личности
Родени в Горобинци
- Асен Стойчев (1881 - 1903), български революционер на ВМОК, четник при Стоян Бъчваров, загинал при сражението с турски аскер в Карбинци[10]
- Мите Анев, македоно-одрински опълченец, 38-годишен, четата на Иван Бърльо[11]